# 馬特沃姆凱格 (緬因州普查規定居民點)
馬特沃姆凱格（英語：Mattawamkeag）是位於美國緬因州佩諾布斯科特縣的一個普查規定居民點。

## 人口
根據2020年美國人口普查的數據，馬特沃姆凱格的面積為7.53平方千米，當中陸地面積為7.35平方千米，而水域面積為0.18平方千米。當地共有人口422人，而人口密度為每平方千米56.04人。